# Saturnin z Kartaginy

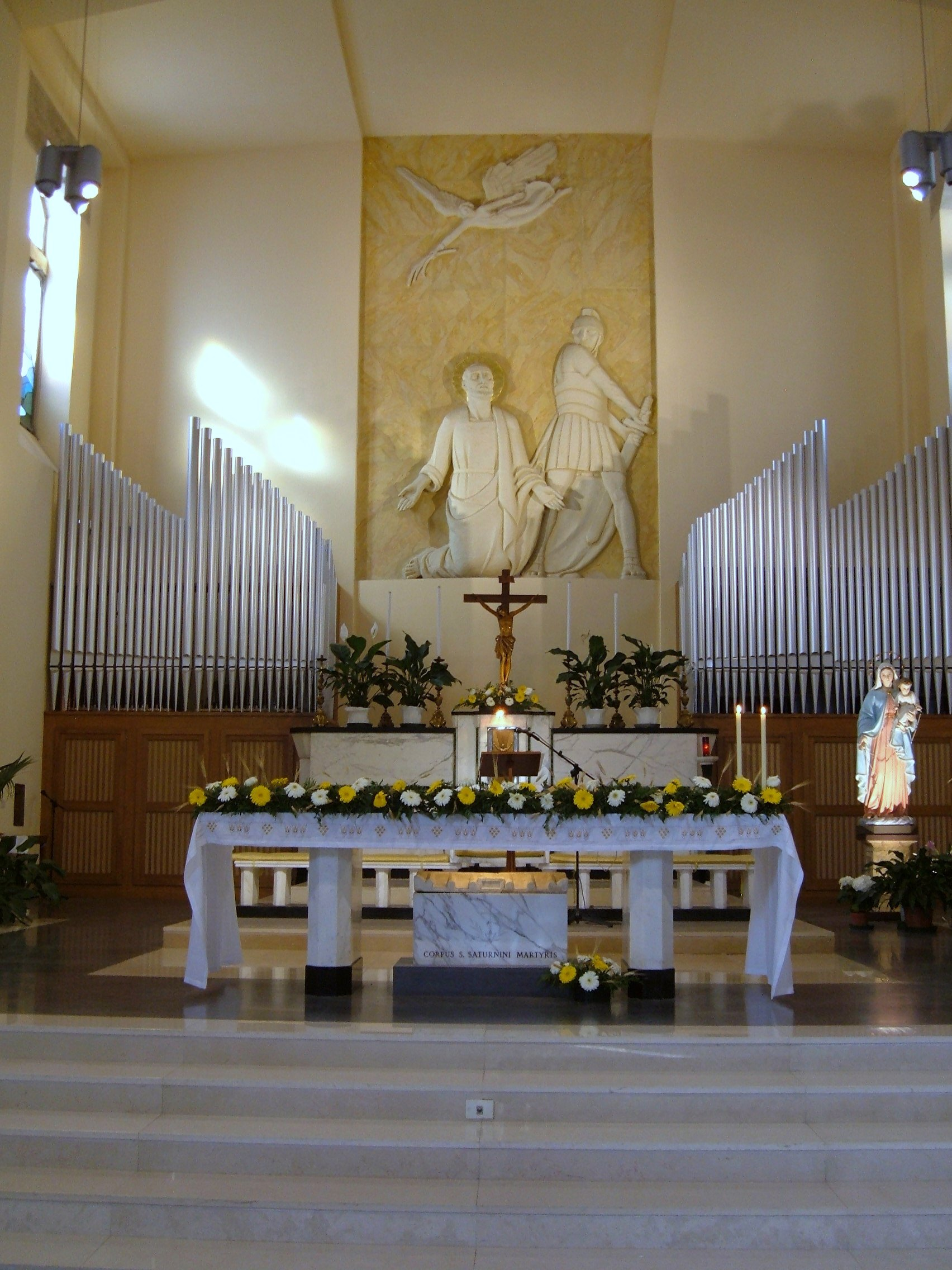
Relikwiarz św. Saturnina w rzymskim kościele (prezbiterium Chiesa di San Saturnino).

Saturnin (z Kartaginy), męczennik rzymski (zm. w III lub IV wieku) – Afrykańczyk z Kartaginy, męczennik chrześcijański z czasów Decjusza (249-251) lub Dioklecjana (284–305) czy Maksymiana (286–305), święty Kościoła katolickiego.
Jego męczeńska śmierć jest dobrze udokumentowana, jednak o życiu niewiele wiadomo. Z napisu ułożonego przez papieża Damazego I (366-384) wiadomo, że Saturnin przybył z Kartaginy do Rzymu w czasach, gdy rozpoczęły się prześladowania chrześcijan. Nie wiadomo jednak dokładnie, kiedy poniósł śmierć. Wygnany po torturach, zmarł z wycieńczenia.
Pochowany został przy via Salaria Nova. Nad grobem wybudowano w późniejszym okresie bazylikę ku jego czci, która wielokrotnie przebudowywana w kolejnych wiekach, nie przetrwała do dzisiejszych czasów.
W II połowie lat 30. XX wieku został zbudowany w Rzymie kościół pw. świętego (wł. Chiesa di San Saturnino), gdzie spoczywają jego relikwie.
Wspomnienie liturgiczne św. Saturnina obchodzono 29 listopada do czasu rozpowszechnienia kultu św. Saturnina z Tuluzy wspominanego w martyrologiach tego samego dnia. Jego kult nadal jest żywy we Włoszech.
Nie należy mylić go z innym męczennikiem Saturninusem, niewolnikiem św. Perpetui, który poniósł śmierć w Kartaginie ok. 202-203 i jest wspominany w Kościele katolickim 7 marca razem ze św. Perpetuą, jej bratem Saturusem i niewolnikami: św. Felicytą, Rewokatusem i Sekundulusem.